# Събор на Дванадесетте апостоли (Авдамал)
„Събор на Дванадесетте апостоли“ (на гръцки: Σύναξη των Αγίων Δώδεκα Αποστόλων) е православна църква в нигритското село Авдамал (Сисамия), Гърция, част от Сярската и Нигритска епархия.
Църквата е построена в 1836 година като гробищен храм в южната част на селото. В 1850 година е опожарена и в 1856 година – възстановена. Има ценни стенописи от средата на XIX век, дело на дебърските зографи Христо, Исай, Кузман и Серафим Макриеви.
В енорията влиза и храмът „Свети Йоан Предтеча“.
В 1984 година храмът е обявен за защитен паметник на културата.